# Barbara Shrier
Pour les articles homonymes, voir Shrier.
Barbara Shrier est une productrice de cinéma québécoise.

## Filmographie
- 1990 : Descending Angel [réf. nécessaire]
- 1996 : L'Homme idéal
- 1998 : Le Violon rouge
- 1999 : Babel
- 2001 : Une jeune fille à la fenêtre
- 2003 : Une éclaircie sur le fleuve
- 2004 : Mémoires affectives

## Récompenses et distinctions
Récompenses
- Prix Jutra : meilleur film pour Mémoires affectives

Nominations
- Prix Génie : meilleur film pour Mémoires affectives
- Prix Génie : meilleur court métrage pour Une éclaircie sur le fleuve